# بوب ماكليود (سياسي)
بوب ماكليود هو سياسي كندي، ولد في 1952 في Fort Providence ‏ في كندا. نشط حزبياً في مستقل. وقد انتخب Premier of the Northwest Territories ‏ (26 أكتوبر 2011 – 24 أكتوبر 2019).